# Mate Šimičić
Mate Šimičić (Split, 11 april 2005) is een Kroatisch voetballer die onder contract ligt bij Standard Luik.

## Clubcarrière
Šimičić genoot zijn jeugdopleiding bij NK Solin en Dinamo Zagreb. In de zomer van 2022 maakte hij de overstap naar Standard Luik, waar hij een tweejarig contract met optie op een extra jaar ondertekende. Šimičić werd aanvankelijk gehaald voor de jeugdelftallen van Standard. Op 1 april 2023 maakte hij zijn profdebuut in het shirt van SL16 FC, het beloftenelftal van de club dat toen in Eerste klasse B speelde: op de vijfde speeldag van de play-downs liet trainer Joseph Laumann hem in de 5-0-nederlaag tegen KMSK Deinze in de 74e minuut invallen voor Birame Diaw.

## Clubstatistieken
| Seizoen         | Club            | Land            | Competitie            | Competitie | Competitie | Beker | Beker | Supercup | Supercup | Europees | Europees | Totaal | Totaal |
| Seizoen         | Club            | Land            | Competitie            | Wed.       | Dlp.       | Wed.  | Dlp.  | Wed.     | Dlp.     | Wed.     | Dlp.     | Wed.   | Dlp.   |
| --------------- | --------------- | --------------- | --------------------- | ---------- | ---------- | ----- | ----- | -------- | -------- | -------- | -------- | ------ | ------ |
| 2022/23         | SL16 FC         | Vlag van België | Eerste klasse B       | 2          | 0          | —     | —     | —        | —        | —        | —        | 2      | 0      |
| 2023/24         | SL16 FC         | Vlag van België | Eerste klasse B       | 0          | 0          | —     | —     | —        | —        | —        | —        | 0      | 0      |
| 2024/25         | SL16 FC         | Vlag van België | Eerste nationale ACFF | 11         | 0          | —     | —     | —        | —        | —        | —        | 11     | 0      |
| Carrière totaal | Carrière totaal | Carrière totaal | Carrière totaal       | 13         | 0          | 0     | 0     | 0        | 0        | 0        | 0        | 13     | 0      |

Bijgewerkt op 16 april 2025.
3 Ngoy ·
4 Šutalo ·
5 Bolingoli ·
6 Sotiris ·
7 Bulat ·
8 Price ·
9 Zeqiri ·
10 Đukanović ·
11 Ayensa ·
13 Fossey ·
14 Kuavita ·
15 Doumbia ·
17 Camara ·
19 Badamosi ·
20 Karamoko ·
24 O'Neill ·
25 Hautekiet ·
29 Dierckx ·
30 Henkinet ·
40 Epolo ·
41 Szalai ·
44 Bates ·
45 Godfroid ·
51 Noubi ·
53 Calut ·
77 Hountondji ·
88 Lawrence ·
99 Poitoux ·
Coach: Leko